# Meeting de Paris 2017
Meeting de Paris 2017 – mityng lekkoatletyczny, który odbył się 1 lipca w Paryżu. Zawody były siódmą odsłoną prestiżowej Diamentowej Ligi w sezonie 2017.

## Wyniki

### Mężczyźni
| Konkurencja:               | 1. miejsce         | Rezultat   | 2. miejsce        | Rezultat  | 3. miejsce                | Rezultat   |
| Bieg na 100 m              | Ben-Youssef Meïté  | 9,99 SB    | Yuniel Pérez      | 10,05 PB  | Churandy Martina          | 10,23      |
| Bieg na 200 m              | Ramil Guliyev      | 20,15      | Churandy Martina  | 20,27 SB  | Rasheed Dwyer             | 20,45      |
| Bieg na 800 m              | Nijel Amos         | 1:44,24 SB | Kipyegon Bett     | 1:44,36   | Ferguson Cheruiyot Rotich | 1:44,37 SB |
| Bieg na 3000 m             | Muktar Edris       | 7:32,31 PB | Ronald Kwemoi     | 7:32,88   | Yomif Kejelcha            | 7:33,37    |
| Bieg na 110 m przez płotki | Ronald Levy        | 13,05 PB   | Andrew Pozzi      | 13,14 PB  | Garfield Darien           | 13,15      |
| Skok o tyczce              | Sam Kendricks      | 5,82       | Renaud Lavillenie | 5,62      | Shawn Barber              | 5,62       |
| Skok wzwyż                 | Mutazz Isa Barszim | 2,35       | Bohdan Bondarenko | 2,32 SB   | Majed El Dein Ghazal      | 2,32 SB    |
| Trójskok                   | Christian Taylor   | 17,29      | Will Claye        | 17,18     | Max Heß                   | 17,07 SB   |
| Rzut oszczepem             | Johannes Vetter    | 88,74      | Jakub Vadlejch    | 88,02 =PB | Thomas Röhler             | 87,23      |

### Kobiety
| Konkurencja:                  | 1. miejsce             | Rezultat | 2. miejsce         | Rezultat   | 3. miejsce                  | Rezultat   |
| Bieg na 100 m                 | Elaine Thompson        | 10,91    | Marie Josée Ta Lou | 10,96 SB   | Blessing Okagbare           | 11,09 SB   |
| Bieg na 400 m                 | Novlene Williams-Mills | 51,03    | Courtney Okolo     | 51,19      | Shericka Jackson            | 51,91      |
| Bieg na 1500 m                | Sifan Hassan           | 3:57,10  | Faith Kipyegon     | 3:57,51 SB | Gudaf Tsegay                | 3:59,55 PB |
| Bieg na 3000 m z przeszkodami | Beatrice Chepkoech     | 9:01,69  | Hyvin Kiyeng       | 9:06,00    | Celliphine Chepteek Chespol | 9:07,54    |
| Pchnięcie kulą                | Gong Lijiao            | 19,14    | Anita Márton       | 18,48      | Julija Leanciuk             | 18,28      |

## Rekordy
Podczas mityngu ustanowiono jeden rekord krajowy.
| Zawodnik        | Reprezentacja | Konkurencja                     | Rezultat |
| --------------- | ------------- | ------------------------------- | -------- |
| Milan Trajković | Cypr          | Bieg na 110 metrów przez płotki | 13,27    |